# Chris Farley
Christopher Crosby Farley, detto Chris (Madison, 15 febbraio 1964 – Chicago, 18 dicembre 1997), è stato un comico, attore e imitatore statunitense.

## Biografia
Farley fu membro del The Second City Theatre di Chicago, figurando nel cast del programma comico Saturday Night Live della NBC. Partecipò a molte commedie di successo negli anni novanta, tra le quali Tommy Boy e La pecora nera prima della sua prematura morte avvenuta il 18 dicembre 1997 all'età di 33 anni, nel suo appartamento di Chicago per un arresto cardiaco conseguito a una overdose di droghe.  Farley venne scelto come doppiatore di Shrek nel film d'animazione omonimo, ma in seguito alla sua morte, Mike Myers venne assunto come nuova voce del personaggio; Farley aveva già registrato l'80%-90% dei dialoghi, i quali rimasero inutilizzati. Alcune clip del suo doppiaggio trapelarono online nel 2015.
La sua morte fu paragonata da molti a quella di John Belushi, di cui Farley era un grande appassionato, che come lui fu membro di The Second City e uno dei protagonisti del Saturday Night Live, ed è stata inoltre associata anche alla maledizione di Atuk, una sceneggiatura comica che avrebbe "ucciso" molte delle persone che avrebbero lavorato o si sarebbero detti interessati ad essa. Sebbene si tratti di una leggenda metropolitana, dopo la morte di attori quali John Belushi, John Candy, Sam Kinison ed altri, il progetto cadde nel dimenticatoio. Farley è stato sepolto nel Resurrection Cemetery di Madison, in Wisconsin.

## Filmografia
- Fusi di testa (Wayne's World), regia di Penelope Spheeris (1992)
- Teste di cono (Coneheads), regia di Steve Barron (1993)
- Fusi di testa 2 - Waynestock (Wayne's World 2), regia di Stephen Surijk (1993)
- Airheads - Una band da lanciare (Airheads), regia di Michael Lehmann (1994)
- Billy Madison, regia di Tamra Davis (1995)
- Tommy Boy, regia di Peter Segal (1995)
- La pecora nera (Black Sheep), regia di Penelope Spheeris (1996)
- Mai dire ninja (Beverly Hills Ninja), regia di Dennis Dugan (1997)
- Almost Heroes, regia di Christopher Guest (1998)
- Dirty Work - Agenzia lavori sporchi (Dirty Work), regia di Bob Saget (1998)

## Doppiatori italiani
Nelle versioni in italiano delle opere in cui ha recitato, Chris Farley è stato doppiato da:
- Pino Insegno in Tommy Boy, La pecora nera
- Riccardo Rossi in Teste di cono, Fusi di testa 2 - Waynestock
- Davide Marzi in Fusi di testa
- Maurizio Mattioli in Airheads - Una band da lanciare
- Vittorio Amandola in Billy Madison
- Francesco Pannofino in Mai dire ninja
- Paolo Buglioni in Almost Heroes
- Angelo Nicotra in Dirty Work - Agenzia lavori sporchi